# Andalgalomys
Andalgalomys é um gênero de roedores da família Cricetidae.

## Espécies
- Andalgalomys olrogi Williams & Mares, 1978
- Andalgalomys pearsoni (Myers, 1977)
- Andalgalomys roigi Mares & Braun, 1996